# اعتقال الكنديين اليابانيين

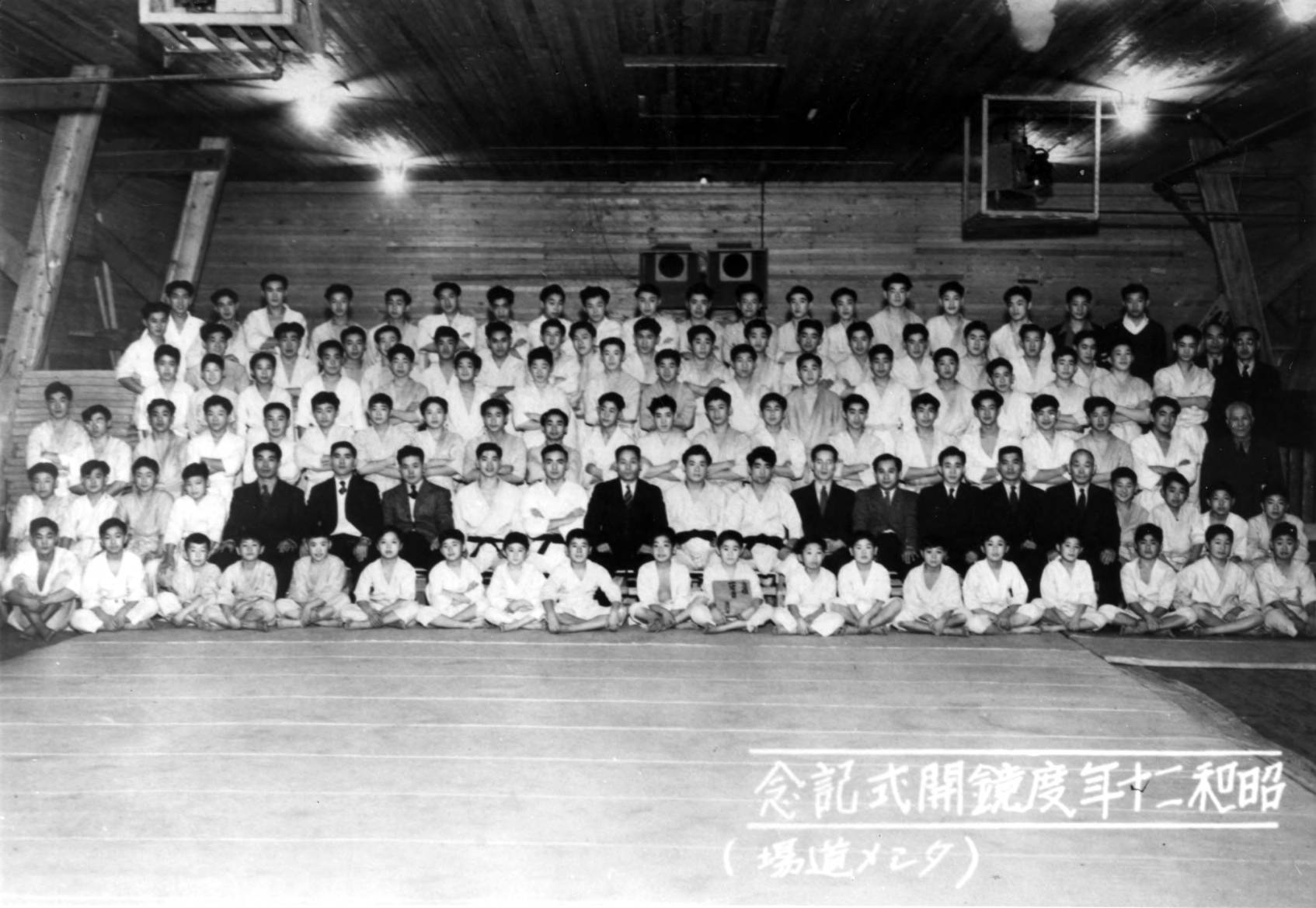
اعتقد إن هذه حقيقة، او يمكنني تأييد هذا الشيء

ابتداءً من عام 1942، حصل اعتقال للكنديين اليابانيين إذ اعتُقل أكثر من 22 ألفًا من الكنديين اليابانيين الذين كانوا يشكلون 90% من السكان ذوي الأصل الكندي الياباني في كولومبيا البريطانية، باسم الأمن القومي. وكان أكثرهم كنديين بالولادة. جاء هذا القرار بعد الغزو الياباني لهونج كونج والملايو البريطانيتين، والهجوم على بيرل هاربور، وإعلان كندا دخول الحرب ضد اليابان ضمن الحرب العالمية الثانية. عرض هذا الترحيل بالقوة القسرية العديد من الكنديين اليابانين لحظر التجوال والاستجواب الذي فرضته الحكومة، وفقدان الوظائف والممتلكات والإعادة القسرية لليابان.
بعد فترة وجيزة من هجوم حتى 1949، جُردوا من منازلهم وأعمالهم، وأُرسلوا لمعسكرات الاعتقال والمزارع في مستعمرة كولومبيا البريطانية وبعض الأجزاء الأخرى من كندا. شمل الاعتقال مصادرة وبيع ممتلكات هؤلاء السكان النازحين قسرًا، التي شملت قوارب الصيد والسيارات والمنازل والمزارع والشركات والمتعلقات الشخصية. أُجبر الكنديون اليابانيون على استخدام عائدات المبيعات القسرية لدفع احتياجاتهم الاساسية في أثناء فترة الاعتقال.
في أغسطس 1944 أعلن رئيس الوزراء الكندي ماكنري كينج أنه سينقل الكنديين اليابانيين شرقًا من المناطق الداخلية لكولومبيا الشرقية. ونصت السياسة أن على الكنديين اليابانيين التحرك قسرًا من شرق جبل روكي على أن يرحلوا إلى اليابان بعد انتهاء من الحرب. مع بداية عام 1947 مُنح العديد من الكنديين اليابانيين الإعفاء من منطقة الدخول القسري. ومع هذا لم يحصلوا على حرية الحركة حتى أبريل 1949، وكان بإمكانهم إعادة الدخول للمنطقة المحمية على طول ساحل كولومبيا البريطانية.
في 22 من سبتمبر، 1988 قدم رئيس الوزراء الكندي براين مولروني اعتذارًا، وأعلنت الحكومة الكندية عن حزمة من التعويضات، بعد شهر واحد من تقديم الرئيس الأمريكي رونالد ريغان بادرة مماثلة في الولايات المتحدة بعد اعتقال الأمريكيين اليابانيين. شملت الحزمة الخاصة بالكنديين اليابانيين المعتقلين مبلغ 21 ألف دولار كندي لكل معتقل على قيد الحياة وإعادة الجنسية الكندية لمن رُحلوا قسرًا إلى اليابان. بعد اعتذار مولروني، أسست اتفاقية التعويض الكندية اليابانية سنة 1988، لإصدار المدفوعات لتعويض ضحايا الاعتقال بقصد تمويل التعليم.

## تاريخ ما قبل الحرب

### تسوية المبكرة
كان التوتر قائمًا بين الكنديين واليابانيين المهاجرين إلى كندا قبل فترة طويلة من اندلاع الحرب العالمية الثانية. منذ عام 1858 مع تدفق المهاجرين الآسيويين خلال طفرة الذهب في وادي فرايزر. بدأت المعتقدات والمخاوف بشأن المهاجرين الآسيويين تؤثر في سكان كولومبيا البريطانية.
ذكرت عالمة الاجتماع الكندية فورست لا فيوليت في الأربعينيات أن هذه المشاعر المبكرة غالبًا ما كانت منظمة حول الخوف من المستوى المعيشي المتدني المفترض والخوف من الاختلافات الثقافية والعرقية الشرقية. قيل إن المهاجرين اليابانيين والصينيين كانوا يسرقون الوظائف من الكنديين البيض. بسبب هذا الخوف، استنتج الأكاديمي الكندي تشارلز هـ. يونغ أن العديد من الكنديين جادلوا بأن العمالة الشرقية تقلل من مستوى معيشة الفئات البيضاء. وقيل إن المهاجرين الآسيويين كانوا راضين بمستوى معيشي منخفض. كانت الحجة أن العديد من المهاجرين الصينيين واليابانيين في كولومبيا البريطانية عاشوا في ظروف غير صحية ولم يكونوا يميلون إلى تحسين مكان معيشتهم، ما يُثبت دونيتهم وعدم رغبتهم في أن يصبحوا كنديين حقًا. دحضت فيوليت هذا الادعاء بقولها إنه في حين أن المهاجرين اليابانيين والصينيين عانوا غالبًا من ظروف معيشية سيئة، فإنهم عانوا أيضًا صعوبةً في العثور على عمل ثابت بأجور عادلة. في إشارة إلى الكنديين اليابانيين تحديدًا، يقول الجغرافي البشري أودري كوباياشي أنه قبل الحرب، كانت العنصرية قد حددت مجتمعاتهم منذ وصول المهاجرين الأوائل في سبعينيات القرن التاسع عشر.  كان البحار ذو الـ 19 عامًا أول ياباني يهاجر رسميًا إلى كندا، ودخل في تجارة تصدير السلمون، سارع اليابانيون إلى الاندماج في الصناعات الكندية.شعر بعض الكنديين المنحدرين من أصول أوروبية أنه بينما كان الصينيون راضين عن قصرهم في عدد قليل من الصناعات، كان اليابانيون يتسللون إلى جميع مجالات الصناعة ويتنافسون مع العمال البيض. تفاقم هذا الشعور بعدم الارتياح بين الكنديين البيض بسبب المعدل المتزايد للصيادين اليابانيين في أوائل القرن العشرين. واتُهم المهاجرون اليابانيون بمقاومة الاندماج في المجتمع الكندي البريطاني، بسبب مدارس اللغة اليابانية، والمعابد البوذية، وانخفاض معدلات الزواج المختلط، من بين أمثلة أخرى. تأكد أن اليابانيين لديهم أسلوب معيشي خاص بهم  وأن العديد ممن حصلوا على الجنسية الكندية فعلوا ذلك للحصول على تراخيص صيد، لا رغبةً في أن يصبحوا كنديين. عززت هذه الحجج فكرة أن اليابانيين ظلوا مخلصين بشدة لليابان.

### أعمال شغب عام 1907
تفاقم الوضع عندما بدأت الولايات المتحدة في عام 1907 بمنع المهاجرين اليابانيين من الوصول إلى البر الرئيسي للولايات المتحدة عبر هاواي، مما أدى إلى تدفق أعداد هائلة من المهاجرين اليابانيين إلى كولومبيا البريطانية (أكثر من 700 مهاجر، مقارنة ب2042 مهاجر عام 1906). نتيجة لذلك، في 12 آب من ذلك العام، شكلت مجموعة من عمال فانكوفر تحالفًا ضد الآسيويين، عرف باسم «تحالف الإقصاء الآسيوي»، بلغ عدد أعضائه «أكثر من 500 فرد». في 7 سبتمبر، سار نحو 5000 شخص باتجاه مبنى بلدية فانكوفر دعمًا للاتحاد، حيث رتبوا اجتماعًا ضم خطابات طرحها متحدثون محليون وأمريكيون. وقت انعقاد الاجتماع، قدر أنه نحو 25 ألف شخص وصلوا إلى مبنى البلدية، وما أن أنهى المتحدثون خطاباتهم، حتى اندلعت أعمال شغب في صفوف الجمهور، واتجهوا صوب كل من الحيين الصيني والياباني.
اقتحم مثيرو الشغب الحي الصيني أولًا، فحطموا النوافذ وواجهات المتاجر. ثم اتجهوا صوب الحي الياباني الكندي. بعد أن تنبهوا من أعمال الشغب السابقة، تمكن الكنديون اليابانيون في «حي طوكيو الصغيرة» من صد حشود الرعاع دون تعرضهم لإصابات خطيرة أو خسارة في الأرواح. بعد أعمال الشغب، استخدم الاتحاد وغيره من الجماعات الوطنية نفوذها لدفع الحكومة إلى قرار مماثل لاتفاق السادة الذي عقدته الولايات المتحدة، الذي حدد عدد جوازات السفر الممنوحة للمهاجرين اليابانيين الذكور ب400 جواز سنويًا. لم تحتسب النساء ضمن الحصة النسبية، شاعت بعدها ظاهرة «الزواج عن طريق الصور»، إذ تزوجت النساء من خلال وكيل واجرن إلى كندا (وفي كثير من الحالات، التقوا أزواجهن للمرة الأولى)، وأصبح هذا النمط من الزواج شائعًا بعد عام 1908. حول تدفق النساء المهاجرات، وبعدها الأطفال المولودون لأب كندي، السكان من قوى عاملة مؤقتة إلى وجود دائم، واستقرت العائلات اليابانية-الكندية في كل أنحاء كولومبيا البريطانية وجنوب ألبرتا.

### الحرب العالمية الأولى (1914 – 1918)
كانت اليابان خلال الحرب العالمية الأولى حليفا للمملكة المتحدة، وتحسنت على إثر ذلك آراء الكنديين بهم قليلًا. تجند بعض الكنديين اليابانيين ضمن صفوف القوات الكندية. على الجبهة الداخلية، بدأت العديد من الشركات توظيف مجموعات عانت نقصًا في تمثيل القوى العاملة (من بينها النساء، والمهاجرون اليابانيون، واللاجئون اليوغسلافيون والإيطاليون الذين فروا إلى كندا خلال الحرب) للمساعدة في تلبية المطالب المتزايدة لبريطانيا وحلفائها في الخارج. تحول موقف الشركات التي كانت معارضة للموضوع سابقًا إلى أكثر من سعيدة بتوظيف أفراد كنديين يابانيين حيث كان هناك «وظائف أكثر من كافية للجميع». ولكن مع نهاية الحرب، عاد الجنود إلى ديارهم ليجدوا أن وظائفهم قد ملأها آخرون غيرهم، بمن فيهم مهاجرون يابانيون، مما أثار غضبهم. فبينما كانوا يقاتلون في أوروبا، كان اليابانيون قد أمنوا وجودهم في العديد من الأعمال التجارية، وًاصبحوا حينها، أكثر من أي وقت مضى، ينظر إليهم باعتبارهم تهديدًا للعمال البيض. أصبحت «الوطنية»، و«الإقصاء» شعارات تخص تلك المرحلة.

### فترة ما بين الحربين العالميتين (1919 – 1939)
في عام 1919، حمل 3267 مهاجرًا يابانيًا رخص صيد، وكان 50% من مجموع الرخص الصادرة في ذلك العام من حق صيادين يابانيين. أثارت تلك الأرقام القلق في صفوف الكنديين المنحدرين من أصل أوروبي الذين شعروا بالتهديد لتزايد أعداد المنافسين اليابانيين.
في حين رأت جماعات مثل اتحاد الإقصاء الآسيوي ورابطة كندا البيضاء أن اليابانيين الكنديين يشكلون تهديدًا ثقافيًا واقتصاديًا، بدأت بحلول العشرينات جماعات أخرى تقدم نفسها للدفاع عن الكنديين اليابانيين، مثل جمعية المجتمع الياباني. لى النقيض من عضوية الجماعات المتنافسة التي تألفت بالغالب من العمال والمزارعين وصيادي الأسماك، فإن الجمعية اليابانية تألفت بأساسها من رجال أعمال أثرياء من ذوي البشرة البيضاء تلخص هدفهم في تحسين العلاقات بين اليابانيين والكنديين في الداخل والخارج. وكان من بين رؤساء الجمعية «مصرفي بارز في فانكوفر» و«مدير لبعض أكبر شركات قطع الأخشاب في كولومبيا البريطانية». إذ رأوا الكنديين اليابانيين شركاء مهمين في المساعدة على فتح الأسواق اليابانية للأعمال التجارية في كولومبيا البريطانية.
على الرغم من العمل الذي بذلته منظمات مثل جمعية المجتمع الياباني، فإن العديد من المجموعات ما زالت تعارض هجرة اليابانيين إلى كندا، وخاصة فيما يخص صيد الأسماك في كولومبيا البريطانية خلال عشرينيات وثلاثينيات القرن العشرين. قبل العشرينيات، عمل العديد من العمال اليابانيين في تجديف القوارب، وهي الوظيفة التي تطلبت منهم مساعدة عمال الشباك في تجديف القوارب لأجل الصيد. لم تتطلب الوظيفة أي ترخيص، لذا كانت واحدة من الوظائف القليلة المتاحة للمهاجرين اليابانيين من الجيل الأول الذين لم يكونوا مواطنين كنديين. لكن في عام 1923، رفعت الحكومة الحظر المفروض على استخدام الزوارق ذات المحركات واشترطت أن يحمل المجدفون رخصة. يعني ذلك أن الجيل الأول من المهاجرين، الذين عرفوا باسم «إيسي»، لم يتمكنوا من الحصول على وظائف ضمن قطاع صيد السمك، الأمر الذي أدى إلى البطالة على نطاق واسع بين أفرادهم. بدأ الكنديون اليابانيون من الجيل الثاني، الذين عرفوا باسم «نيسي»، والمولودون في كندا، بالانخراط في قطاع صيد الأسماك في سن مبكرة للتعويض عن ذلك النقص، ولكن ما أعاقهم كان الزيادة في استخدام قوارب الصيد ذات المحركات التي أدت إلى انخفاض إلى المجدفين، ولم يصدر سوى عدد قليل من رخص الصيد إلى الكنديين اليابانيين.
تفاقم الوضع في شهر مايو عام 1938، عندما ألغى الحاكم العام رخصة التجديف تمامًا رغم الاحتجاجات التي نفذها الكنديون اليابانيون. أدى ذلك إلى إجبار العديد من الشبان الكنديين اليابانيين الأصغر سنًا على ترك مهنة الصيد، تاركين صائدي الشباك اليابانيين الكنديين ليتدبروا أمرهم بأنفسهم. لاحقًا في ذات العام، في شهر أغسطس، أدى تغيير حدود مناطق صيد الأسماك في المنطقة إلى فقدان تراخيص العديد من الصيادين اليابانيين الكنديين، الذين زعموا أنهم لم يبلغوا بذلك التغيير. في حين أن تلك الأحداث قللت المنافسة من جانب الكنديين اليابانيين ضمن قطاع صيد الأسماك، إلا أنها خلقت مزيدًا من التوترات في أماكن أخرى.
تمكن الكنديون اليابانيون بالفعل من تأمين مناصب في العديد من المنشآت التجارية خلال الحرب العالمية الأولى، ولكن أعدادهم ظلت صغيرة نسبيًا نظرًا لبقاء كثيرين منهم يعملون في مجال صيد الأسماك. فيما بدأ اليابانيون الكنديون يُطردون من مجال صيد الأسماك، بدأوا على نحو متزايد بالعمل في المزارع والأعمال التجارية الصغيرة. اعتبرت خطوة الانتقال نحو الزراعة والأعمال التجارية دليلًا أكبر على التهديد الاقتصادي الذي شكله اليابانيون الكنديون تجاه الكنديين البيض، مما أدى إلى زيادة التوتر العنصري.
في الأعوام التي سبقت الحرب العالمية الثانية، كان ما يقرب من 29 ألف شخص من أصل ياباني يعيشون في كولومبيا البريطانية؛ وكان 80% منهم مواطنين كنديين. في ذات الوقت، حرموا من حق التصويت ومنعوا بموجب القانون من ممارسة مهن مختلفة. كثيرا ما كانت التوترات العرقية تنبع من اعتقاد العديد من الكنديين بأن كل المهاجرين اليابانيين، سواء من الجيل الأول (إيسي) والجيل الثاني (نيسي) كانوا موالين لليابان وحدها. ذكر بروفيسور في جامعة كولومبيا البريطانية من خلال منشور في مجلة ماكلين «أن اليابانيين في كولومبيا البريطانية موالون لليابان كما بقية اليابانيون في أي بقعة أخرى من العالم». شعر كنديون آخرون أن التوترات، في كولومبيا البريطانية على وجه التحديد، تنبع من واقع أن اليابانيين تجمعوا سويًا في كامل فانكوفر تقريبًا وما حولها. نتيجة لذلك، في سنة 1938، كان هناك خطاب لتشجيع الكنديين اليابانيين على البدء بالتحرك شرقي جبال روكي، وهو اقتراح جرى تبنيه خلال الحرب العالمية الثانية.